# Liste der Bodendenkmale in Weißenberg
In der Liste der Bodendenkmale in Weißenberg sind die Bodendenkmale der Stadt Weißenberg und ihrer Ortsteile nach dem Stand der Auflistung von Harald Quietzsch und Heinz Jacob aus dem Jahr 1982 aufgelistet. Eventuelle Änderungen und Ergänzungen, insbesondere aus der Zeit nach der Wende, sind nicht berücksichtigt, da für Sachsen aktuell keine neueren allgemein zugänglichen Bodendenkmallisten vorliegen. Die Baudenkmale sind in der Liste der Kulturdenkmale in Weißenberg aufgeführt.
| Denkmal-ID | Fundart            | Ortsteil | Bezeichnung                                  | Zeitstellung    | Lage | Bemerkungen                                                                                              | Bild |
| ---------- | ------------------ | -------- | -------------------------------------------- | --------------- | --- | --- | ---- |
| ?          | Befestigung > Burg | Belgern  | Wehranlage „Alte Schanze“                    | Mittelalter     | westlich des Orts auf dem Schanzberg                                                                    | Gestreckte Randbefestigung mit herausgehobenem Kern, Schutz seit 7. März 1935, erneuert 1. Dezember 1958 |      |
| ?          | besonderer Stein   | Drehsa   | Kreuzstein                                   | Spätmittelalter | südwestlich des Orts an der Straße nach Waditz                                                          | Kreuz im Kreis als Flachrelief, Schutz seit 20. Juli 1971                                                |      |
| ?          | Befestigung > Burg | Gröditz  | Wehranlage „Schanze“                         | Slawenzeit      | südlicher Ortsteil, Schlosspark, Geländesporn über dem Löbauer Wasser                                   | Spornbefestigung, Schutz seit 1. November 1935, erneuert 1. Dezember 1958                                |      |
| ?          | Befestigung > Burg | Lauske   | Wehranlage „Schanze“                         | Slawenzeit      | südlich des Orts, westliches Hochufer des Kotitzer Wassers                                              | Spornbefestigung mit Abschnittswall, Schutz seit 10. Juli 1936, erneuert 1. Dezember 1958                |      |
| ?          | Befestigung > Burg | Maltitz  | Wasserburg „Großer und Kleiner Schlossplatz“ | Mittelalter     | südöstlicher Ortsrand, südöstlich des Guts, in der Aue des Löbauer Wassers                              | Schutz seit 16. Februar 1937, erneuert 22. April 1971                                                    |      |
| ?          | Befestigung > Burg | Nechern  | Wasserburg „Backhaus“                        | Mittelalter     | östlicher Ortsrand, östlich des Guts                                                                    | teilweise bebaut, Graben nicht erhalten, Schutz seit 24. März 1937, erneuert 1. Dezember 1958            |      |
| ?          | Befestigung > Burg | Nostitz  | Burg                                         | Mittelalter     | im Ort, westlich des Kirchhofs                                                                          | rechteckige Anlage mit Bauresten und Trockengraben                                                       |      |
| ?          | Befestigung > Burg | Särka    | Wehranlage „Strohmberg“                      | Mittelalter     | ostsüdöstlich des Orts auf dem Gipfel des Strohmbergs, auf dem Gebiet der Gemarkungen Särka und Maltitz | Ringwall in Gipfellage, teilweise abgetragen, Schutz seit 6. Mai 1935, erneuert 1. Februar 1959          |      |
| ?          | Befestigung > Burg | Wurschen | Wasserburg                                   | Mittelalter     | südlicher Ortsteil, südwestlicher Gutsbereich                                                           | zentral überbaut, wasserführender Graben umlaufend erhalten, Schutz seit 10. November 1970               |      |
| ?          | besonderer Stein   | Wurschen | Steinkreuz                                   | Nachmittelalter | ostnordöstlich des Orts am Südufer des Kotitzer Wassers, östlich der Brücke                             | Symbole und Jahreszahl 1827 eingezeichnet, Schutz seit 20. Juli 1971                                     |      |